# Духовний хрест заслуг (Австро-Угорщина)
Хрест Заслуг для військових капеланів або Духовний Хрест Заслуг (нім. Verdienstkreuz for Militärgeistliche або нім. Geistliches verdienstkreuz (GVK)) — нагорода Австрійської імперії та Австро-Угорщини. Видавалася з 1801 до 1918 року.

## Історія
Нагорода була створена останнім імператором Священної Римської імперії Францом ІІ 23 листопада 1801 року для військових капеланів, які «відзначилися особливо сумлінним і зразковим виконанням військових обов'язків духовенства на полі бою або в мирний час».

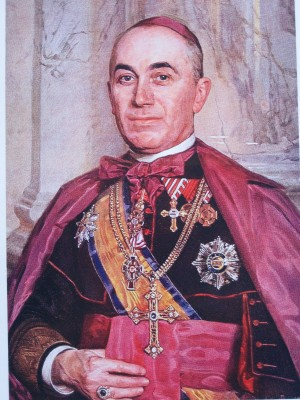
Австрійський єпископ-капелан Еммеріх Бєлік з Духовним хрестом заслуг 2-го класу. 1916 р.

Відзнака мала два класи ― Золотий (1 клас), вагою близько 21 г та Срібний (2 клас), вагою близько 17 г. Висота нагороди становила приблизно 58 мм, а ширина приблизно 50 мм. Знак являв собою латинський хрест, емальований по обидва боки білим кольором. На аверсі по середині хреста розміщувався медальйон, у ньому був напис «лат. Piis meritis» (Заслуги духовні), в 1859 році перший клас (Золотий Духовний хрест заслуг) отримав білий середній медальйон з таким самим написом, а Срібний клас залишився з синім медальйоном у центрі. У разі заслуг, здобутих на полі бою, від 13 грудня 1916 р. стрічку нагороди прикрашали двома схрещеними мечами, золотими або срібними.
Хрест носили з лівого боку грудей на білій трикутній стрічці з червоними смугами.
Від 9 травня 1911 року хрест за заслуги у мирному часі отримав білу трикутну стрічку.

Після смерті нагородженого нагорода підлягала реституції.

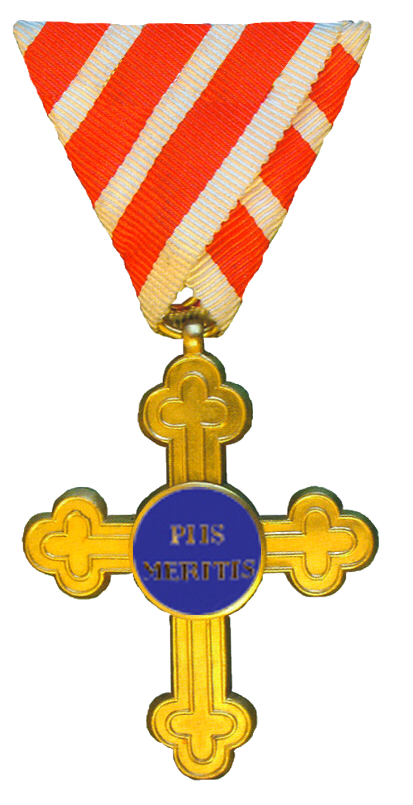
Духовний хрест заслуг 1-го класу до 1859 р. з червоно-білою стрічкою
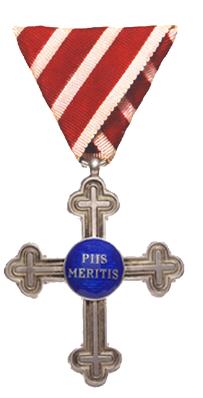
Духовний хрест заслуг 2-го класу з червоно-білою стрічкою.
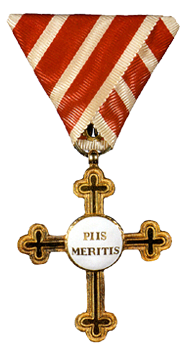
Духовний хрест заслуг 1-го класу після 1859 р. з червоно-білою стрічкою.
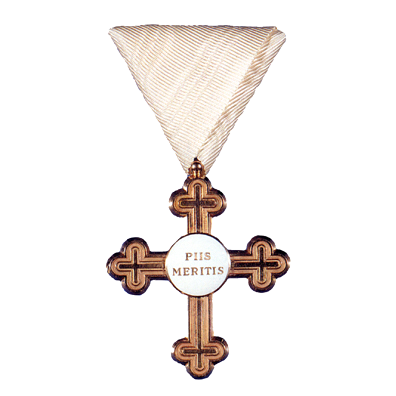
Духовний хрест заслуг 1-го класу після 9 травня 1911 р. з білою стрічкою.
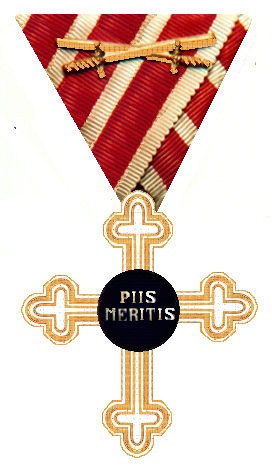
Духовний хрест заслуг 1 класу після 1916 року, прикрашений золотими мечами.